# Prvenstvo Hrvatske u nogometu za pionire 1992.
Prvo prvenstvo Hrvatske u nogometu za pionire nakon osamostaljenja je održano 1992. godine. Prvaci su postali nogometaši Zagreba.

## Prvi rang
Prvo je igrano po regijama nogometnog saveza, a četiri najuspješnije momčadi su se plasirale u završnicu.

### Završnica
Igrano u Zagrebu 6. i 7. lipnja 1992.
Konačni poredak: 

1. Zagreb 

2. Hajduk Split 

3. Rijeka 

4. Đakovo